# Parafia Świętych Apostołów Piotra i Pawła w Tyliczu
Parafia pw. Świętych Apostołów Piotra i Pawła w Tyliczu – parafia rzymskokatolicka znajdująca się w diecezji tarnowskiej w dekanacie Krynica-Zdrój. Erygowana około 1363 roku. Prowadzą ją księża diecezjalni.

## O parafii
Parafia w Tyliczu została uposażona przez króla Kazimierza Wielkiego około 1363 r. Na przełomie XIV/XV w. parafia została przejęta przez kościół obrządku Wschodniego. Powtórne erygowanie parafii rzymskokatolickiej nastąpiło w 1612 r., której dokonał biskup krakowski Piotr Tylicki (w tym samym roku ufundował drewniany kościół).
W dniu 27 sierpnia 2016 roku biskup tarnowski Andrzej Jeż dokonał historycznego aktu podniesienia kościoła pw. Imienia Maryi w Tyliczu do godności Sanktuarium Matki Bożej Tylickiej – Opiekunki Rodzin i Uzdrowienie Chorych. W sanktuarium umieszczony jest łaskami słynący obraz Matki Bożej Tylickiej, który wcześniej znajdował się w zabytkowym kościele świętych Piotra i Pawła (w Tyliczu). 
Do parafii należą wierni z Tylicza i Muszynki.
W parafii znajdują się cztery świątynie: kościół parafialny Imienia NMP (sanktuarium Matki Bożej Tylickiej), kościół zabytkowy pw. świętych Piotra i Pawła (dawny kościół parafialny), dawna cerkiew świętych Kosmy i Damiana wybudowana w 1743 (użytkowana jako kaplica cmentarna) oraz w Muszynce cerkiew św. Jana Ewangelisty z 1636 r. (obecnie jako kościół filialny). 
Obok sanktuarium tylickiego znajduje się m.in. Golgota, Dróżki Maryjne, Aleja świętych i Groty Siedmiu Boleści Matki Bożej.

## Proboszczowie parafii[5]
- ks. Maciej Rzeszut +1989
- ks. Władysław Kowalczyk 1925–1946
- ks. Jan Dryja 1946–1951
- ks. Józef Pamuła 1965–76
- ks. Józef Wierzbicki 1976–1984
- ks. Marian Stach 1984–2017
- ks. Piotr Fiksak od 2017

## Galeria parafii

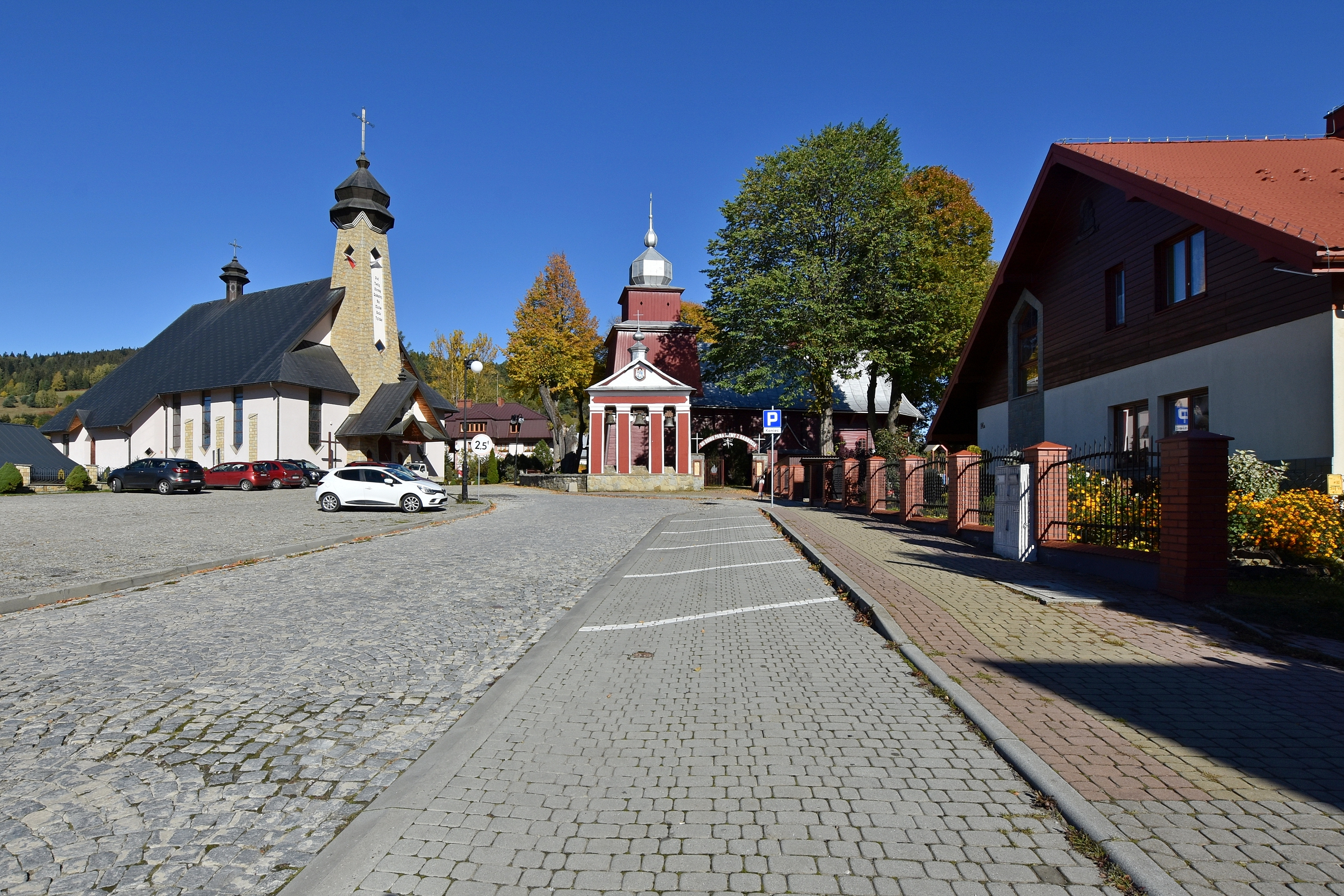
Nowy i stary kościół tylicki
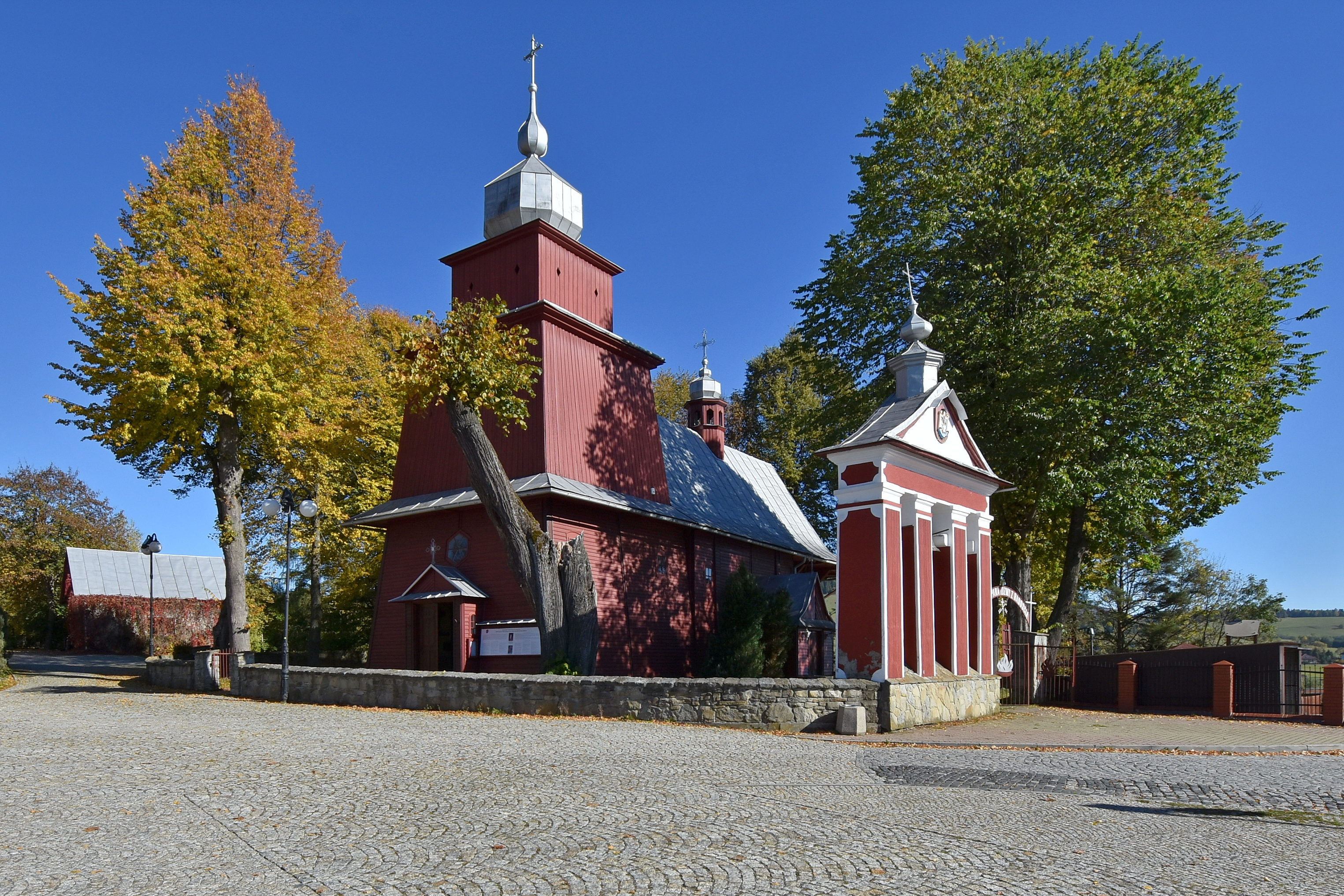
Zabytkowy drewniany kościół Piotra i Pawła w Tyliczu
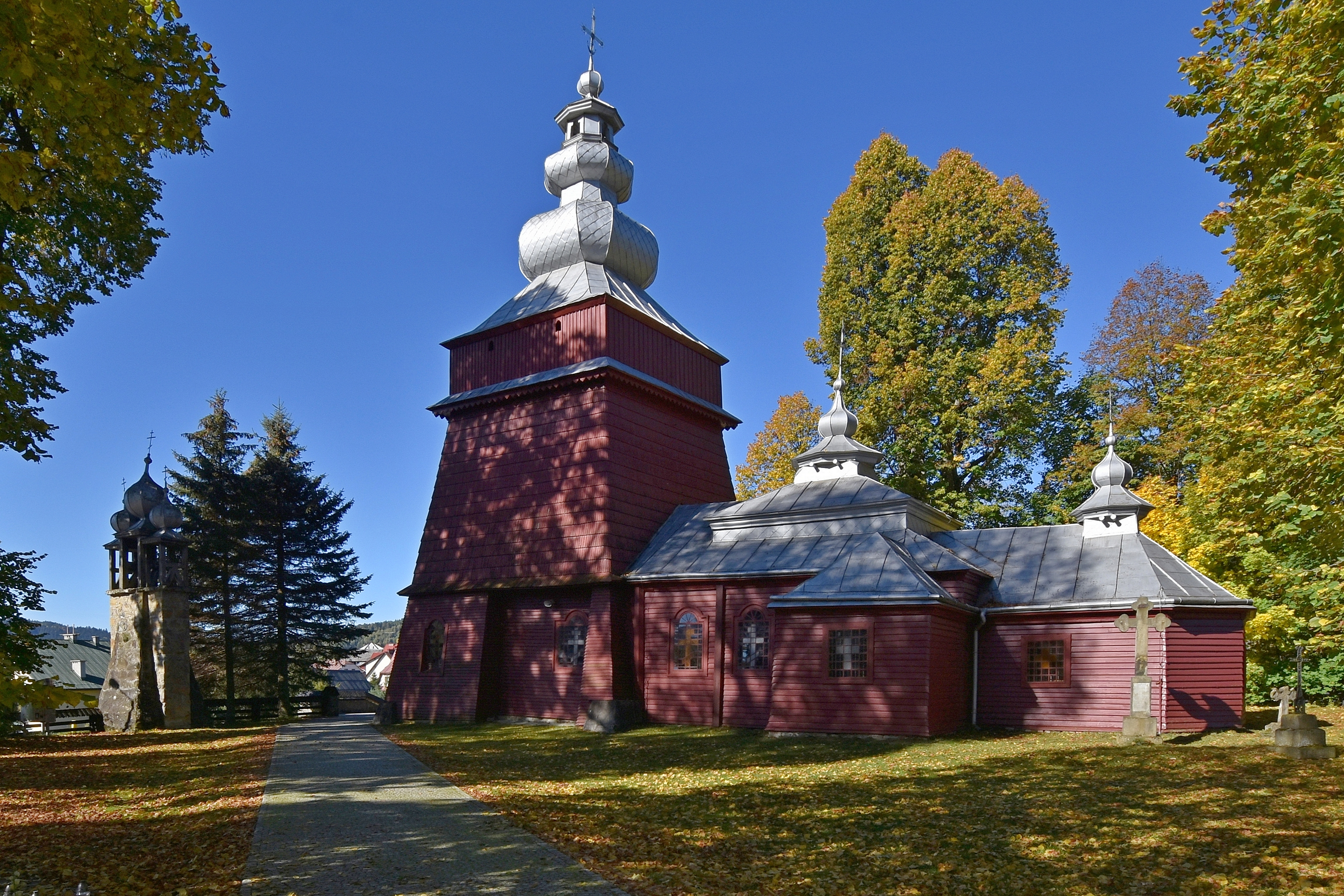
Zabytkowa dawna cerkiew greckokatolicka w Tyliczu
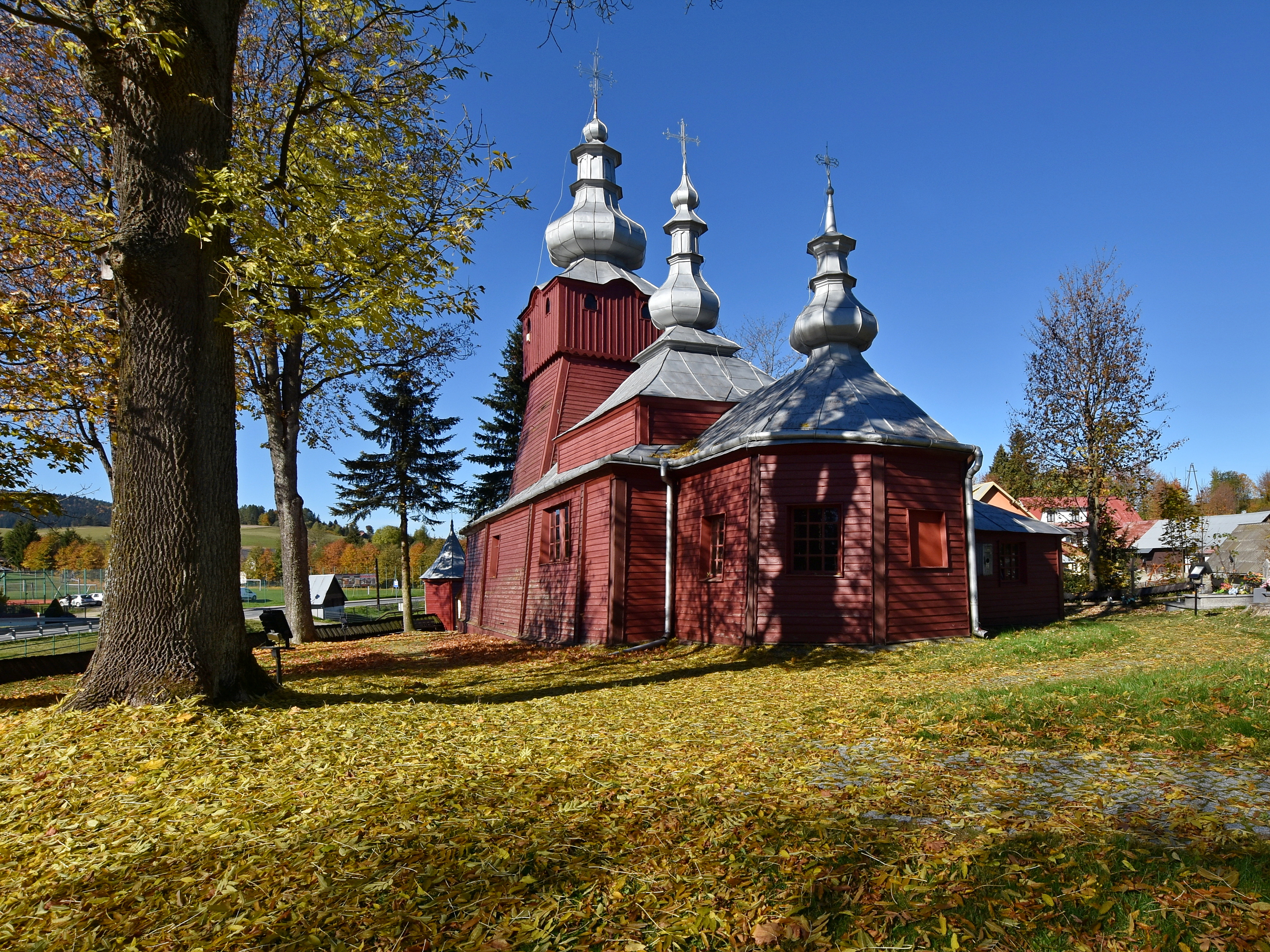
Zabytkowa dawna cerkiew greckokatolicka w Muszynce
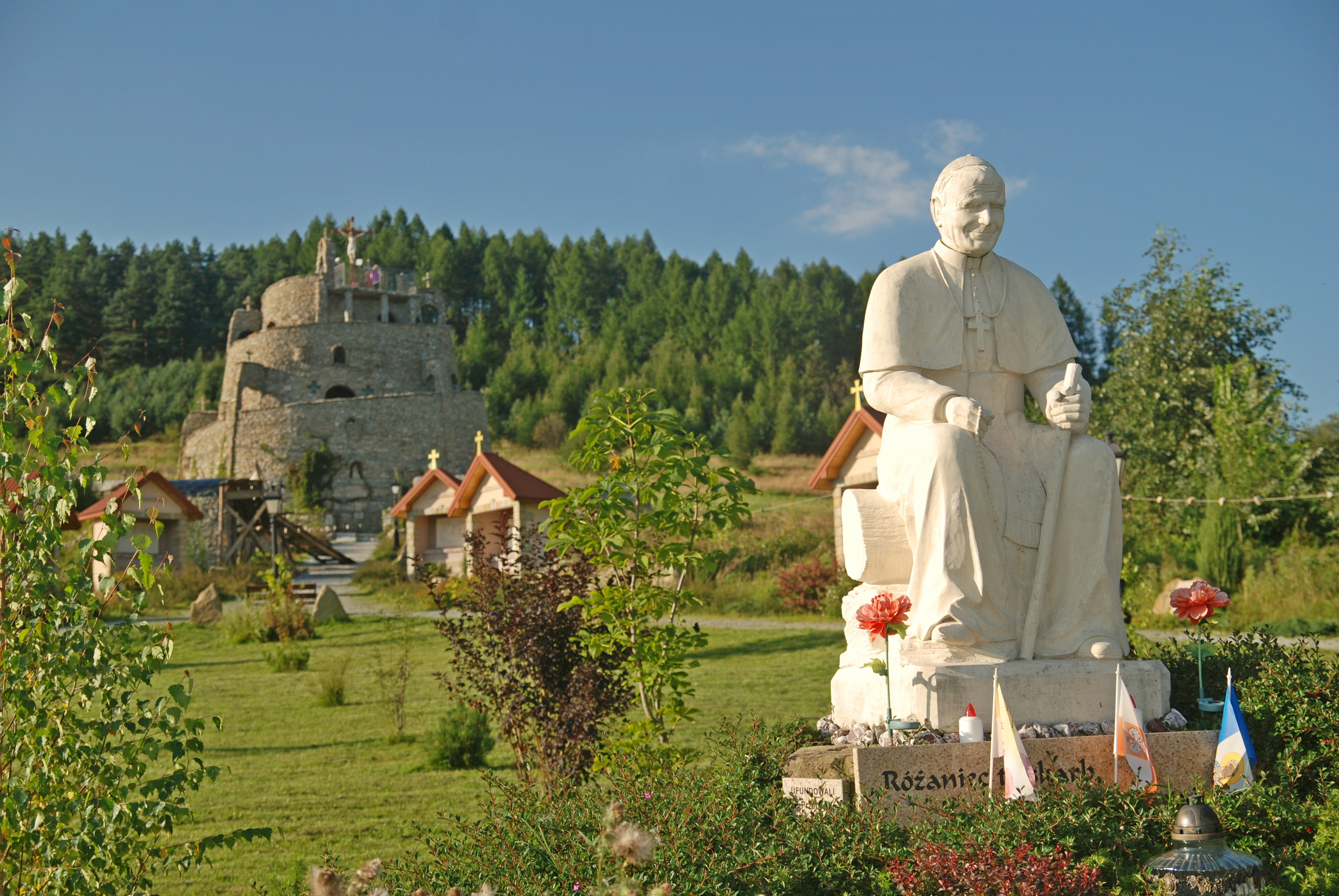
Golgota, Dróżki Maryjne w Tyliczu